# Heterodoassansia putkonenii
Heterodoassansia putkonenii är en svampart som först beskrevs av Liro, och fick sitt nu gällande namn av Vánky 1993. Heterodoassansia putkonenii ingår i släktet Heterodoassansia och familjen Doassansiaceae.   Inga underarter finns listade i Catalogue of Life.